# Masahiro Mori
Pour les articles homonymes, voir Masahiro.
Masahiro Mori (森 政弘, Mori Masahiro) , né le 12 février 1927 et mort le 12 janvier 2025, est un roboticien japonais, notamment remarqué pour ses recherches et son travail novateurs sur les réponses émotionnelles des entités non-humaines (robots). Le robot ASIMO a été conçu par un de ses élèves.

## Biographie
En 1970, Mori publie dans la revue Energy l'article The Uncanny Valley, où il expose son hypothèse de la vallée dérangeante, selon laquelle plus un robot est ressemblant à un être humain, plus ses défauts paraissent monstrueux.
Mori est le président de l'Institut de Recherche Mukta, à Tokyo, qui promeut sa vision sur la religion et les robots. Cet institut fournit aussi des cours sur l'utilisation des robots dans l'industrie.